# 光梗蒺藜草
光梗蒺藜草（学名：Cenchrus caliculatus）为禾本科蒺藜草属下的一个种。